# Врење (филм)
„Врење ” је југословенски ТВ филм из 1986. године. Режирао га је Миљенко Дерета а сценарио је написао Света Лукић.

## Улоге
| Глумац             | Улога                     |
| ------------------ | ------------------------- |
| Александар Алач    | Благоје Паровић           |
| Љиљана Благојевић  | Живка Вујовић             |
| Бранимир Брстина   | Владимир Ћопић            |
| Предраг Ејдус      | Моша Пијаде               |
| Драгомир Фелба     |                           |
| Гордана Гаџић      | Татјана Маринић Цвијић    |
| Душан Јанићијевић  | Коста Новаковић           |
| Бранко Јеринић     |                           |
| Дубравко Јовановић | Маријан Стилиновић        |
| Вук Костић         |                           |
| Бранислав Лечић    | Милан Горкић Зомер        |
| Ирфан Менсур       | Мустафа Голубић Мујко     |
| Младен Нелевић     | Родољуб Чолаковић Розенко |

Остале улоге  ▼
| Глумац              | Улога             |
| ------------------- | ----------------- |
| Марко Николић       |                   |
| Енвер Петровци      | Раде Вујовић Лихт |
| Горан Радаковић     |                   |
| Радисав Радојковић  |                   |
| Миодраг Радовановић | Аугуст Цесарец    |
| Миле Станковић      |                   |
| Феђа Стојановић     |                   |
| Љубивоје Тадић      | Веселин Маслеша   |
| Михајло Викторовић  | Адоратски         |
| Звонимир Зоричић    | Ђука Цвијић Кирш  |